# ESP (azienda)
La ESP Guitars (acronimo che sta per Electric Sound Products) è un produttore di chitarre e bassi elettrici, originariamente giapponese e con sede negli Stati Uniti a North Hollywood, California.

## Storia
L'azienda nacque nel 1975, quando Hisatake Shibuya aprì a Tokyo un negozio che vendeva parti di ricambio per chitarre, con l'insegna Electric Sound Products (da cui ESP). L'anno successivo ESP si era già guadagnata una buona reputazione quale distributore di pezzi di ricambio di alta qualità e, nel frattempo, aveva iniziato anche a produrre chitarre che venivano distribuite sul mercato giapponese con i marchi ESP e Navigator.
Nel 1983 i prodotti ESP vennero introdotti negli Stati Uniti e l'azienda iniziò anche a produrre, tra il 1984 e il 1985, strumenti personalizzati per gli artisti che gravitavano nell'area di New York. Tra questi Page Hamilton degli Helmet, Vernon Reid dei Living Colour, Bruce Kulick dei KISS e Ron Wood dei Rolling Stones. Nello stesso periodo venne presentata la Serie 400, la prima linea di chitarre di serie esportata negli Stati Uniti.
Nel 1986 George Lynch scoprì la ESP durante una tournée in Giappone: avendo bisogno di un pezzo di ricambio per la chitarra, entrò in un negozio dell'azienda e venne a sapere che la stessa produceva anche strumenti su misura e si fece produrre la sua famosa ESP Kamikaze. Intanto la ESP metteva sul mercato i modelli M1 Standard, MI Custom, Horizon Custom, ed il basso Surveyor.
Nel 1987, Kirk Hammett dei Metallica scoprì gli strumenti ESP e si fece produrre la sua ESP KH-1 (oggi fuori produzione) che successivamente, assieme alla Kamikaze di George Lynch, divenne il primo di una serie di modelli griffati prodotti dall'azienda. A quel punto ESP stabilì il proprio quartier generale in un loft nel centro di New York, sulla 19ma Strada, per trasferirsi poi nel 1989 sulla 48ma Strada, nella zona dei più famosi negozi musicali.
Nello stesso anno, Shibuya acquista da alcuni investitori Texani il marchio Schecter Guitar Research (che questi ultimi avevano rilevato nell'anno 1983) riportandone la sede primaria in California e ridonandone il ruolo originario di brand dedito al Custom Shop.
L'azienda verrà, nel 1996, affidata ad un sottoposto di Shibuya negli USA, Michael Ciravolo, seppur mantenendo legami con la ESP (rapporto evidenziato anche da diversi modelli affini ESP-Schecter, e dalla stessa paletta di queste ultime, visibile anche in modelli della serie-F/Forest ESP).
Tra il 1990 e il 1992 vengono ampliate sia la gamma dei prodotti firmati sia quella dei prodotti di serie e la parte relativa alla produzione di componenti venne scorporata per focalizzare l'attività sui soli strumenti.

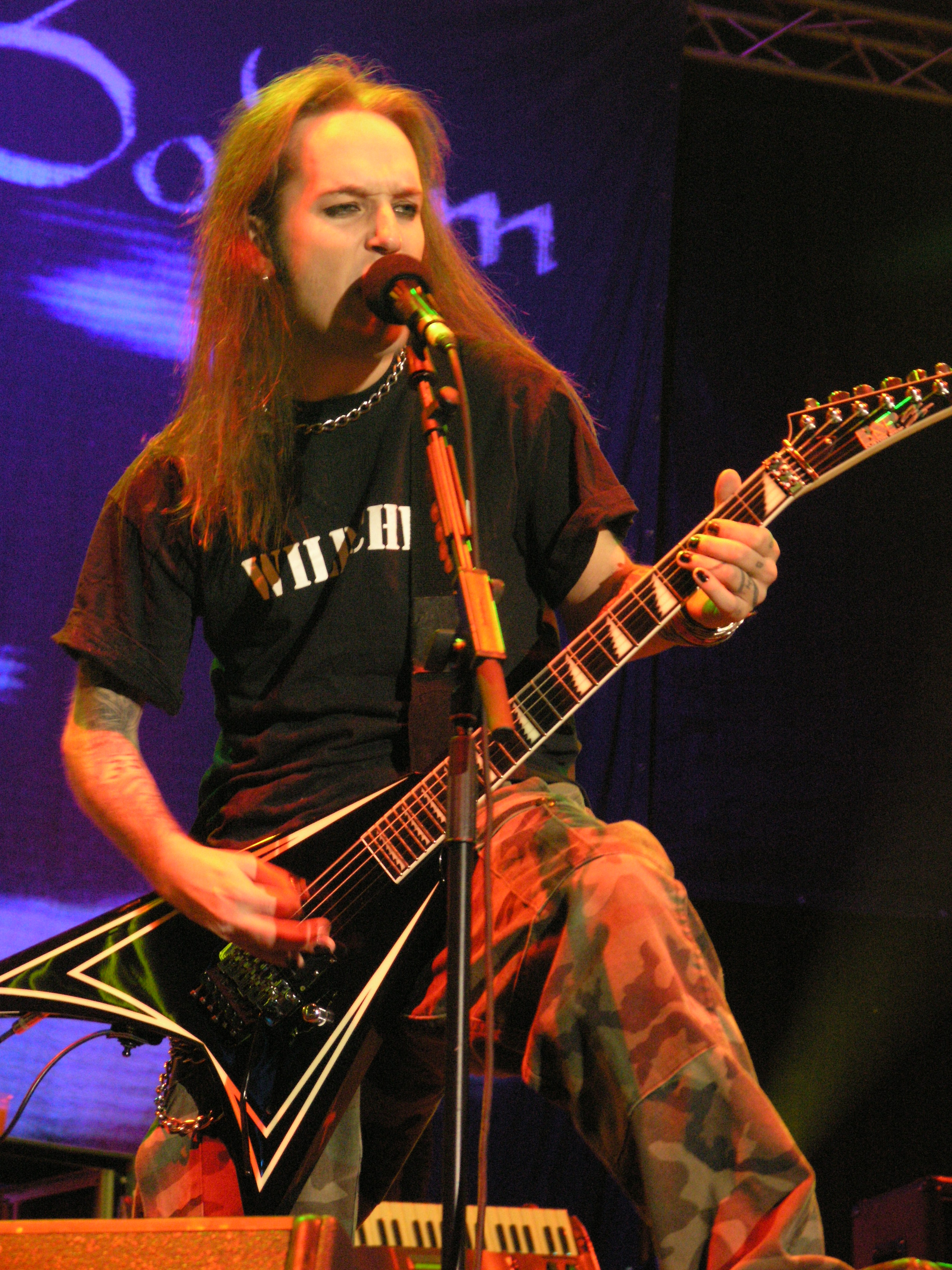
Alexi Laiho dei Children of Bodom con una chitarra ESP

Nel 1993 la ESP sposta nuovamente il suo quartier generale, stavolta a Los Angeles, dove apre un ufficio sul famoso Sunset Boulevard di Hollywood.

Un altro momento di svolta è il 1996, quando viene creato il marchio LTD, che inizia a produrre gli strumenti in Corea del Sud e Indonesia, abbandonando di fatto la produzione giapponese a causa degli alti costi di produzione e di esportazione. Soltanto le linee firmate mantennero il marchio ESP.

La tipica forma della paletta delle chitarre ESP

Inizialmente, al pari del suo principale concorrente in Giappone, la Ibanez, ESP fu conosciuta soprattutto per la propria produzione di repliche personalizzate delle più famose chitarre americane, comprese la Fender Stratocaster e la Gibson Explorer. In particolare quest'ultimo modello divenne famoso soprattutto quando i Metallica raggiunsero l'apice della fama nei primi anni novanta. Ancora oggi i modelli simili alla famosa "ESP MX-220 eet fuk" di James Hetfield vengono venduti a prezzi
ben superiori a quello che era il loro originario prezzo di mercato.
Nel 2002, la ESP è entrata in graduatoria tra le società che crescono più velocemente nell'industria della musica. Questo è stato largamente dovuto all'acquisizione da parte della Fender della Jackson Guitars, con la quale la ESP è stata in competizione durante tutti gli anni '80 e '90. Dopo l'acquisizione, molti endorsers della Jackson sono passati alla ESP, soprattutto grazie al design incredibilmente simile, alla suonabilità e alla qualità delle sue chitarre e bassi (cosa che ha fatto nascere una rivalità tra i vari musicisti: i fan della Jackson reputano i prodotti ESP inferiori e frutto di copia, mentre i sostenitori della ESP affermano lo stesso per quanto riguarda le Jackson).
Alcuni degli artisti che hanno lasciato la Jackson per la ESP sono Dave Mustaine dei Megadeth, Adam Darsky dei Behemoth, Alexi Laiho e Roope Latvala dei Children of Bodom, Galder e Silenoz dei Dimmu Borgir.
Successivamente chitarristi come Mustaine, Glenn Drover, Darsky, e Rob Barrett dei Cannibal Corpse hanno a loro volta lasciato le ESP per passare ad una nuova compagnia statunitense, la Dean Guitars.
Sempre nel 2002 la ESP ha introdotto nel mercato la linea Xtone, a cominciare dalla serie Paramount. Nel 2005 la ESP ha celebrato il suo 30º anniversario lanciando la "Truckster" di James Hetfield all'interno della serie Signature. Nel 2006 la ESP ha partecipato al Winder NAMM 2006 con 22 dei suoi nuovi modelli delle serie Signature e Standard. La serie Standard include modelli famosi come la ESP LTD EC-500 e la ESP LTD B-500.
La ESP ha ufficializzato un modello in edizione limitata ispirato alla copertina di “Master Of Puppets“, pluripremiato capolavoro dei METALLICA del 1986. La presentazione della chitarra a fine luglio di quest'anno presso il Summer NAMM di Nashville (USA) proporrà al pubblico la vendita di 400 esemplari in tutto il mondo.

## Endorser
- Kiko Loureiro (Angra, Megadeth)
- James Hetfield (Metallica)
- Kirk Hammett (Metallica)

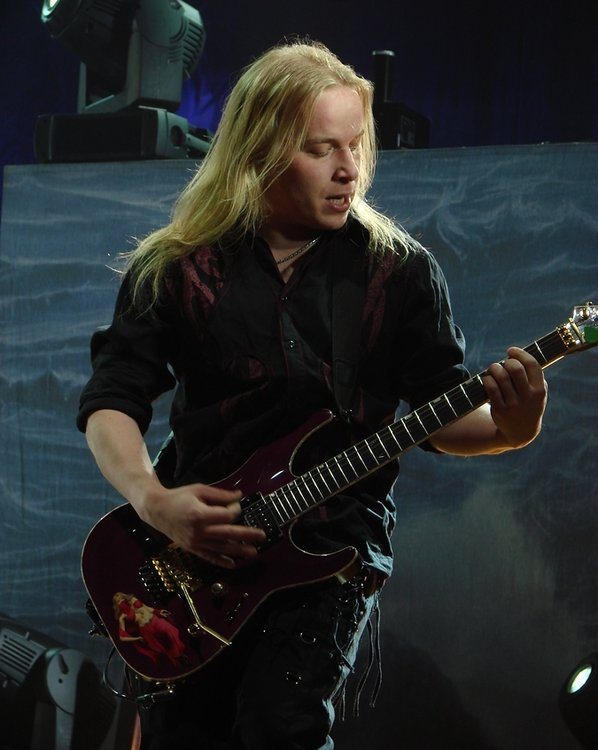
Emppu Vuorinen dei Nightwish con una chitarra ESP

- Andy James (Sacred Mother Tongue e Wearing Scars e solo)
- Michael Wilton (Queensrÿche)
- Max Cavalera (Soulfly)
- Alexi Laiho (Children of Bodom)
- Roope Latvala (Children of Bodom)
- Henkka T. Blacksmith (Children of Bodom)
- Nergal (Behemoth)
- Richie Sambora (Bon Jovi)
- George Lynch (Dokken)
- Jeff Hanneman (Slayer)
- Martin Sweet (Crashdïet)
- Stephen Carpenter (Deftones)
- Michael Amott (Arch Enemy)
- Ron Wood (Rolling Stones)
- Richard Kruspe (Rammstein)
- Ahrue Luster (Ill Niño)
- Page Hamilton (Helmet)
- Tom Araya (Slayer)
- André Olbrich (Blind Guardian)
- Kai Hansen (Helloween, Gamma Ray e Iron Savior)
- Daisuke Andou (Dir en grey)
- Kaoru Niikura (Dir en grey)
- Emppu Vuorinen (Nightwish)
- Erkekjetter Silenoz (Dimmu Borgir)
- Mana (Moi dix Mois)
- Közi
- Michael Paget (Bullet for My Valentine)
- Timo Tolkki (Revolution Renaissance)
- Jens Ludwig (Edguy)
- Frank Bello (Anthrax)
- HIZAKI
- SUGIZO
- AOI (the GazettE)
- URUHA (the GazettE)
- Björn Gelotte (In Flames)
- Sakito (Nightmare)
- Hitsugi (Nightmare)
- Reba Meyers (Code Orange)
- Syu (Galneryus)

- Josh Middleton (Sylosis) (Architects)

- Infernus (Gorgoroth)
- Guh.Lu (Gorgoroth)
- Takayoshi Ohmura (Babymetal) (Marty Friedman) (Liv Moon) (Cross Hand) (Gloria)